# Medzibrodie nad Oravou
Medzibrodie nad Oravou es un municipio del distrito de Dolný Kubín en la región de Žilina, Eslovaquia, con una población estimada a final del año 2024 de 626 habitantes.
Se encuentra ubicado en el centro de la región, cerca del curso alto del río Váh (cuenca hidrográfica del Danubio) y de la frontera con la República Checa y Polonia.

## Demografía
| Año        | 1994 | 2004    | 2014     | 2024     |
| ---------- | ---- | ------- | -------- | -------- |
| Población  | 416  | 438     | 503      | 626      |
| Diferencia |      | +5,28 % | +14,84 % | +24,45 % |

| Año        | 2023 | 2024    |
| ---------- | ---- | ------- |
| Población  | 610  | 626     |
| Diferencia |      | +2,62 % |